# David Nicholls

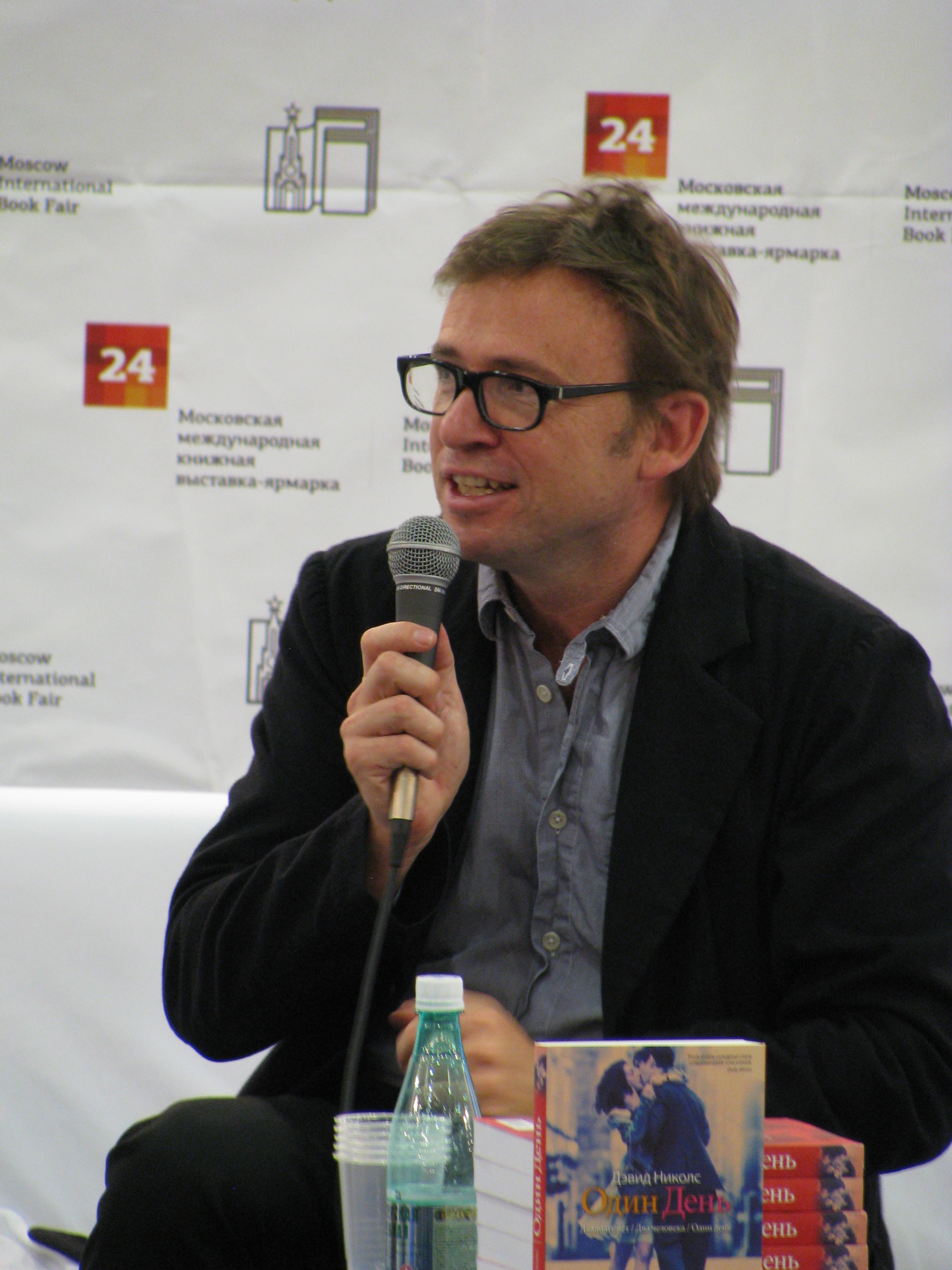
David Nicholls

David Nicholls (* 30. November 1966 in Eastleigh, Grafschaft Hampshire) ist ein englischer Schriftsteller.

## Leben
Nicholls ist ein ehemaliger Bühnenschauspieler mit einer entsprechenden Schauspielausbildung. Als mittleres von drei Geschwistern besuchte er von 1983 bis 1985 ein College in Eastleigh, Grafschaft Hampshire, dann bis 1988 die University of Bristol, bevor er eine Schauspielausbildung an der Central School of Speech and Drama absolvierte.
Auf der Bühne trat er unter dem Pseudonym David Holdaway auf, unter anderem im West Yorkshire Playhouse in Leeds und am Royal National Theatre.
Schriftstellerisch ist er bisher als Autor von Romanen und Drehbüchern, darunter dem Drehbuch zum Film Die Zeit, die uns noch bleibt, hervorgetreten. Für Patrick Melrose erhielt er eine Emmy-Nominierung.

## Werke
- Keine weiteren Fragen. Roman. Kein & Aber, Zürich 2005, ISBN 3-0369-5129-6, übersetzt von Ruth Keen.
- Ewig Zweiter. Roman. Kein & Aber, Zürich 2006, ISBN 3-0369-5153-9.
- Zwei an einem Tag. Roman. Kein & Aber, Zürich 2009, ISBN 978-3-0369-5542-1.
- Drei auf Reisen. Roman. Kein & Aber, Zürich 2014, ISBN 978-3-0369-5701-2.
- Sweet Sorrow: Weil die erste Liebe unvergesslich ist. Roman. Ullstein, Berlin 2019 ISBN 978-3550200571
- You Are Here. Sceptre, London 2024, ISBN 978-1-4447-1544-6.

## Filmografie
- 2006: Starter for 10 – nach seinem Roman
- 2007: Die Zeit, die uns noch bleibt (And When Did You Last See Your Father?)
- 2008: Tess of the D’Urbervilles, Drehbuch
- 2011: Zwei an einem Tag (One Day) – nach seinem Roman
- 2012: Große Erwartungen (Great Expectations)
- 2014: Zug um Zug (The 7.39)
- 2015: Am grünen Rand der Welt, Drehbuch
- 2018: Patrick Melrose (Miniserie)